# خدرنق هيمالاي
خدرنق هيمالاي (الاسم العلمي: Cheiracanthium himalayense) هو نوع من العنكبوتيات يتبع جنس الخدرنق من الفصيلة العناكب الكيسية.